# SN 1999bl
SN 1999bl – supernowa typu Ia odkryta 15 marca 1999 roku w galaktyce A111213-0504. W momencie odkrycia miała maksymalną jasność 21,20m.